# لا تروشيتا
لا تروشيتا (بالإنجليزية: La Trochita) (الاسم الرسمي باللغة الإنجليزية: Viejo Expreso Patagónico)، المعروف باسم Old Patagonian Express ، هي سكك حديدية ضيقة بمقياس «2 قدم و5.5 بوصة» الذي يُعادل 750 ملليمترًا موجودة في باتاغونيا، الأرجنتين وتستخدم قاطرات البخار. الاسم المستخدم هو La Trochita والذي يعني حرفيًا «المقياس الصغير»، على الرغم من أنه يُترجم أحيانًا إلى اسم «المقياس الضيق الصغير» باللغة الإسبانية، بينما يستخدم مصطلح "trocha estrecha" و"trocha angosta" في الأرجنتين للدلالة على وصف عام لـ «المقياس الضيق».
يبلغ طول خط سكة حديد Trochita حوالي 402 كم، ويمر عبر سفوح جبال الأنديز بين Esquel وMaitén في تشوبوت وINGENIERO Jacobacci في ريو نيغرو. في الأصل كان هذا الخط جزءًا من خطوط Ferrocarriles Patagónicos، وهي شبكة من السكك الحديدية في جنوب الأرجنتين. أما في الوقت الحاضر فقد حافظت على طابعها الأصلي دون تغيير إلى حد كبير، وتعمل كسكة حديد تراثية واشتهرت دوليا بكتاب بول سيروكس لعام 1978 المسمى أولد باتاغونيا إكسبريس، الذي وصفه بأنه خط السكة الحديد في نهاية العالم تقريبا. سعى سيروكس لركوب القطارات إلى أقصى حد ممكن في جنوب الأرجنتين، لكنه لم يدرج في مغامراته العديد من خطوط السكك الحديدية التي كانت أبعد من جنوب Esquel، ويُفترض أنها لم تكن تُعتبر عاملة أو ذات صلة كافية بخطوط أكبر.

## التاريخ

### الخطط

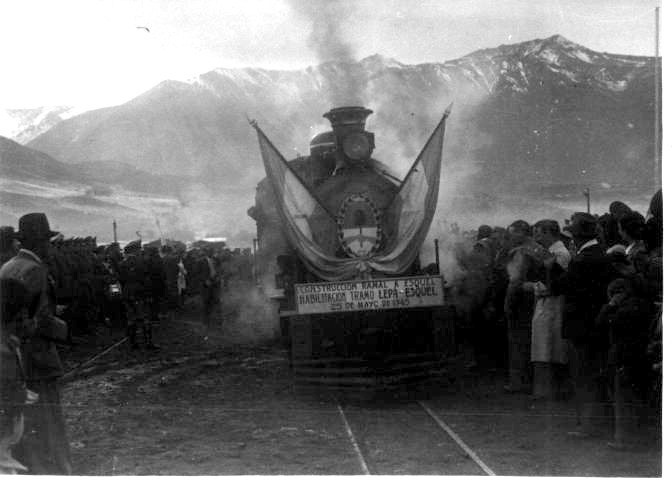
الرحلة الافتتاحية إلى Esquel ، في 25 مايو 1940

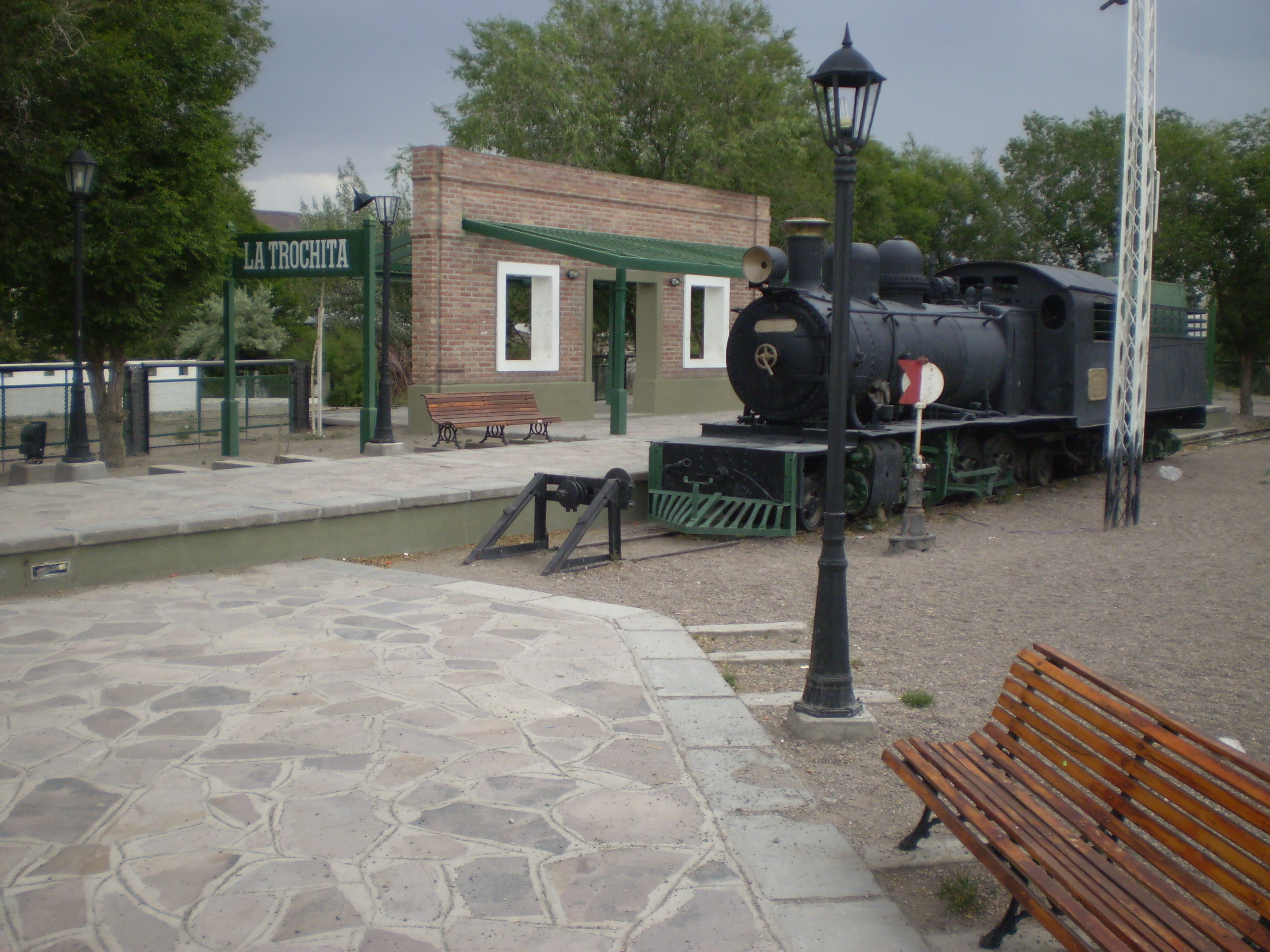
المحطة السابقة في Ingeniero Jacobacci والقاطرة

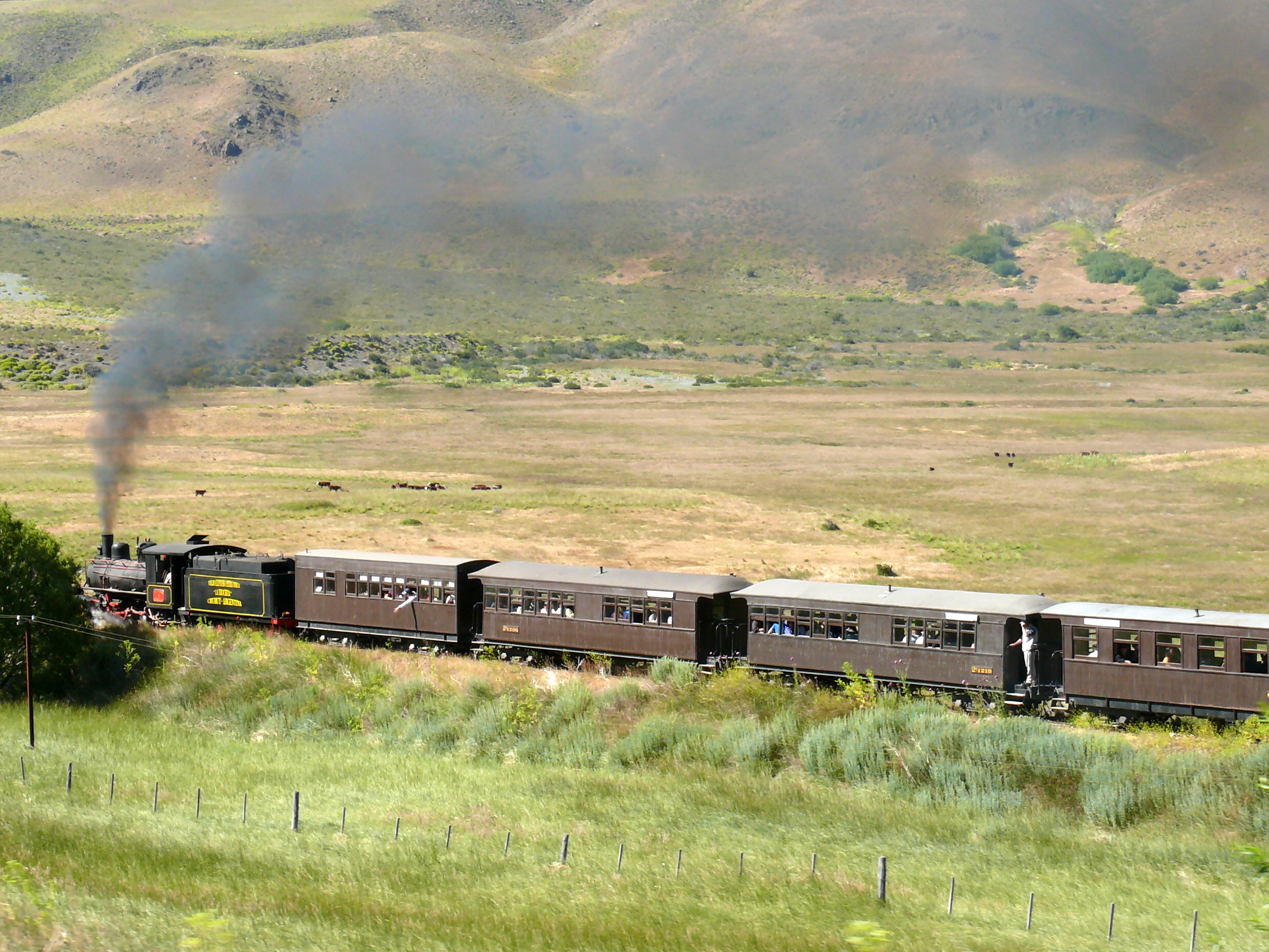
La Trochita في منطقة باتاغونيا ذات الكثافة السكانية المنخفضة

في عام 1908، خططت حكومة الأرجنتين لإنشاء شبكة من السكك الحديدية عبر منطقة باتاغونيا. بحيث يربط خطان رئيسيان من سان كارلوس دي باريلوتشي في وسط جبال الأنديز مع الموانئ البحرية لسان أنطونيو أويستي على الساحل الأطلسي في الشرق، وبورتو ديسيدو على الساحل إلى الجنوب الشرقي. كان من المقرر بناء فروع لربط الخط الرئيسي مع بحيرة بوينس آيرس (الاتصال في لاس هيراس) وكومودورو ريفادافيا (الاتصال في سارمينتو). ويتم توصيل منطقة Esquel وTrevelin عبر خط فرعي إلى Ingeniero Jacobacci. وتقوم الشبكة بأكملها بالاتصال ببوينس آيرس عبر San Antonio Oeste.
نفد المشروع بعد التغييرات الوزارية وبدء الحرب العالمية الأولى التي أثرت على اقتصاد الأرجنتين ومدخلات التكنولوجيا والاستثمار المطلوبة من أوروبا. وصل الخط الرئيسي الشمالي من الساحل إلى Ingeniero Jacobacci في عام 1916. كان الخط الرئيسي الجنوبي بطول 282 كم من Deseado إلى Las Heras، والخط الفرعي بطول 197 كم من كومودورو ريفادافيا إلى سارمينتو، ولكن لم يتم الاتصال مع بعضهما البعض أو بالشبكة الشمالية. بعد عام 1916، كان العمل الإضافي الوحيد هو استكمال الرابط من جاكوباتشي إلى باريلوتشي، الذي انتهى في عام 1934.

### خط Esquel

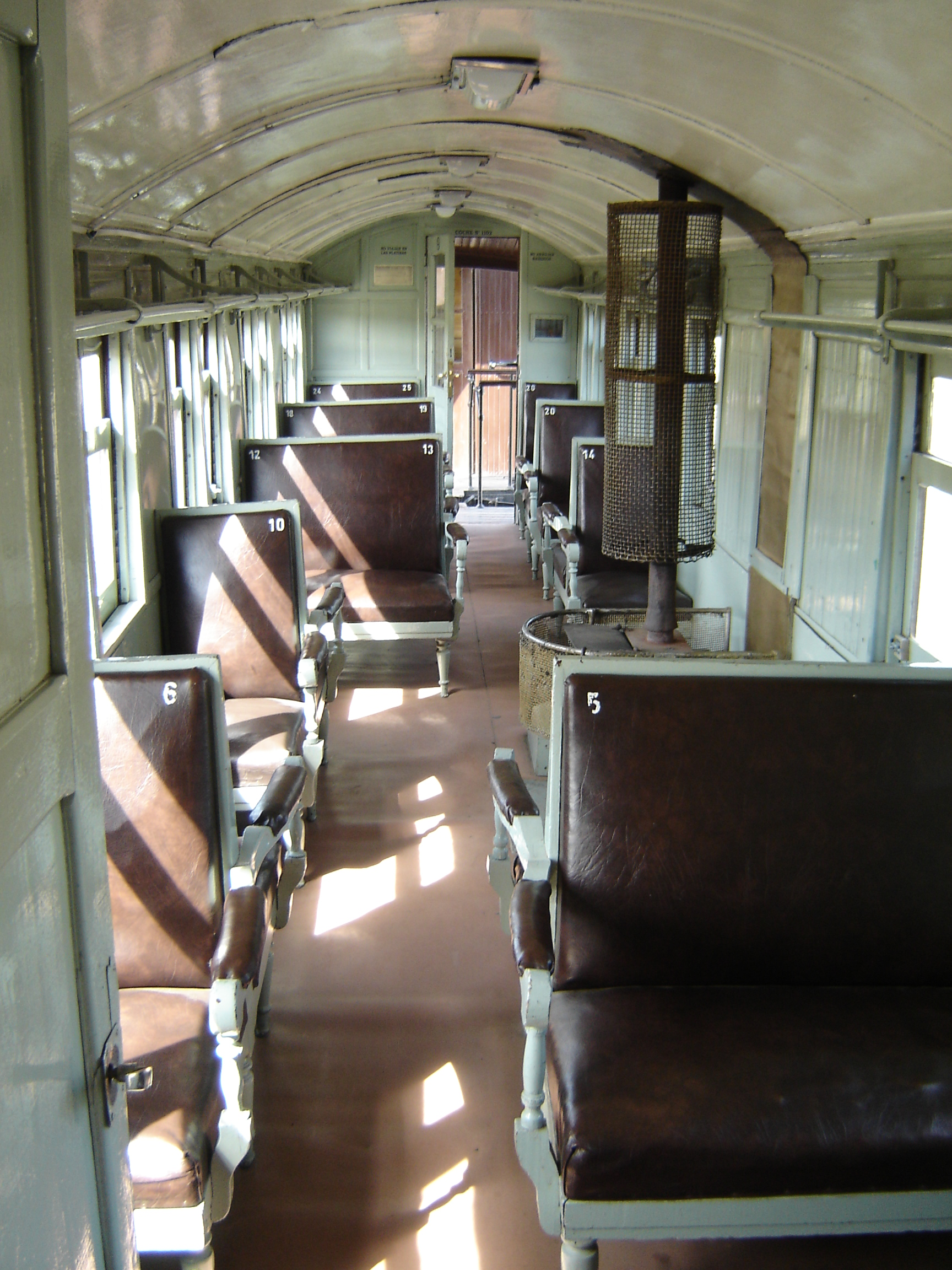
داخل العربة التي تعود إلى 1922، مع فرن حرق الأخشاب

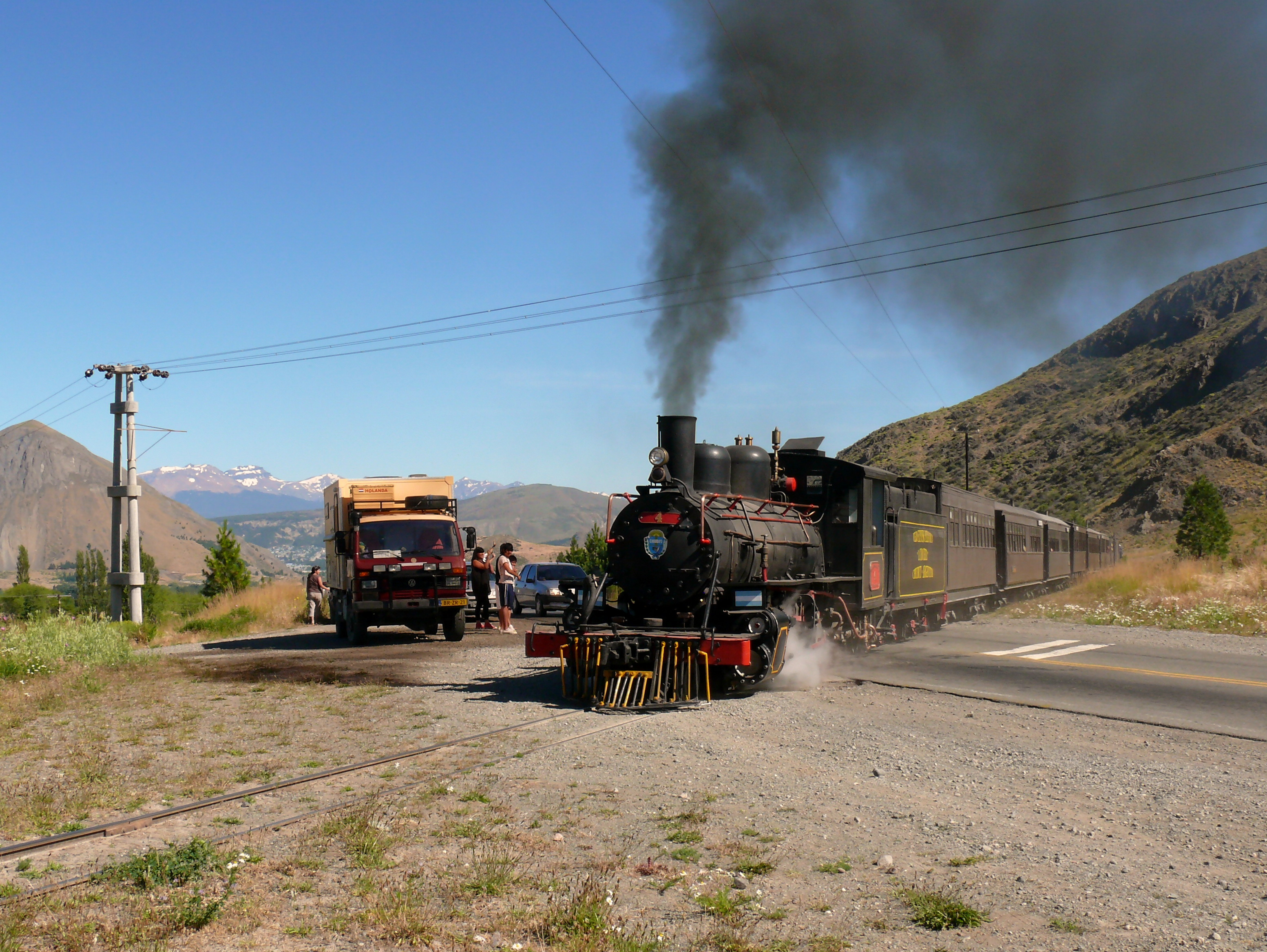
لا تروشيتا تعبر الطريق الوطني 259 في تشوبوت

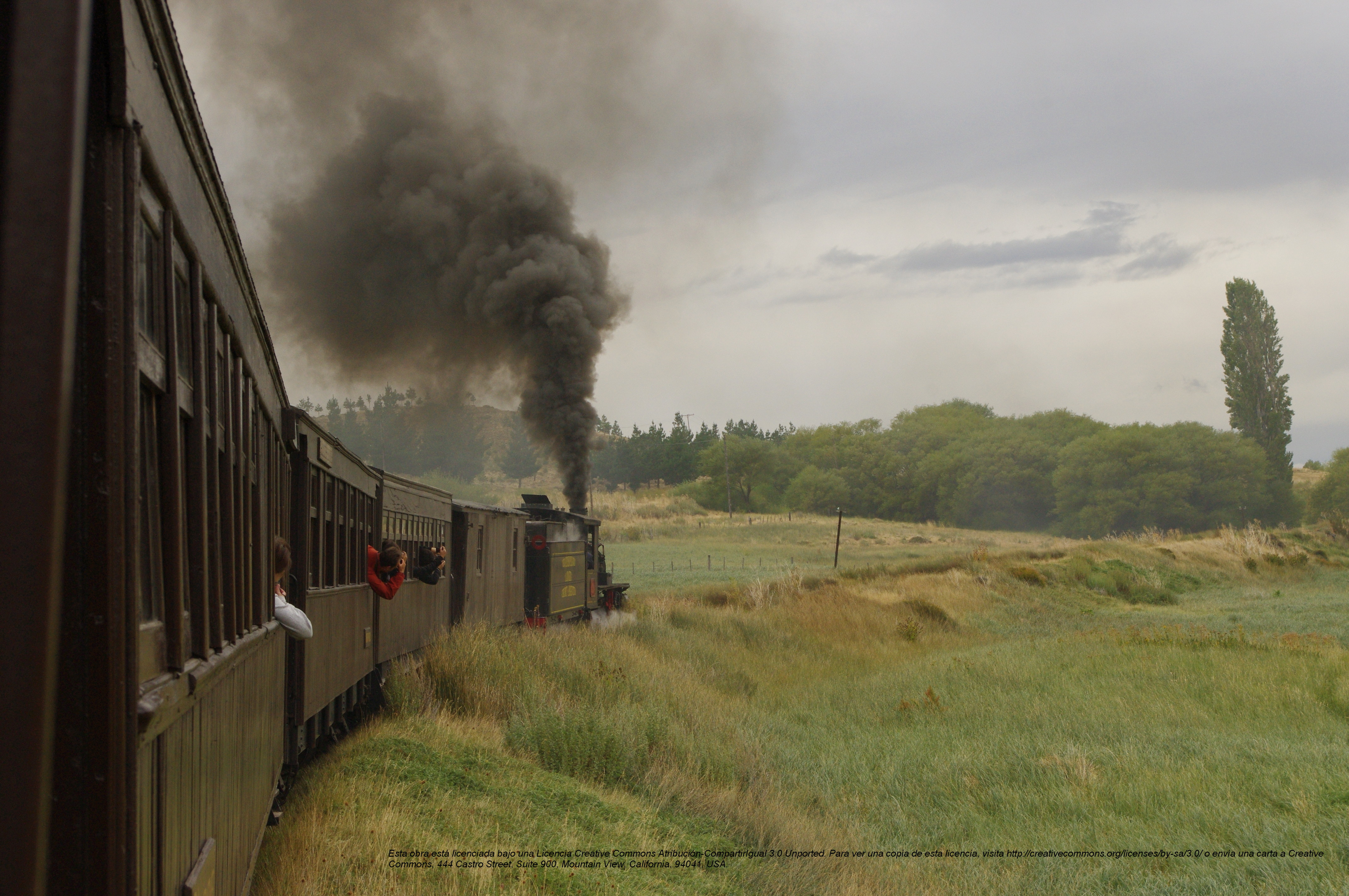
قطار في منحنى

كان خط Esquel يمثل استثناءًا. فبعد نهاية الحرب العالمية الأولى، كانت المسارات الضيقة والمرافق الضيقة في السكك الحديدية وفيرة وأرخص، نظرًا لاستخدامها على نطاق واسع في المقدمة للإمدادات وحركة القوات. استخدمت خطوط سكك حديد ديكوفيل بمقياس «قدم واحد وأحد عشر بوصة» على نطاق واسع في مقاطعة بوينس آيرس في المناطق الريفية ولتحميل الشحنات. بينما استخدمت قاطرات بمقياس «2 قدم و5.5 بوصة» الذي يُعادل 750 ملليمترًا لخدمات الركاب. كان المسار متاحًا بسهولة وتقرر متابعة هذا الخيار الأرخص لتنفيذ خط السكك الحديدية. في عام 1921 تم الاتفاق على وضع خط Jacobacci-Esquel ، وكذلك لربطه مع خط مقياس «3 قدم و3 بوصة» الذي يُعادل 1000 ملليمترًا الخاص في وادي تشوبوت من دولافون إلى بويرتو مادرين. وتكون هذه هي شبكة السكك الحديدية الخفيفة في باتاغونيا.
تم طلب عربات من بلجيكا وعربات شحن في عام 1922، بالإضافة إلى خمسين قاطرة من شركة Henschel & Sohn الألمانية في كاسيل. وفي وقت لاحق تم شراء 25 قاطرة أخرى من أعمال بالدوين لوكوموتيف في فيلادلفيا، بالولايات المتحدة الأمريكية.
كان الجزء الأول من المشروع هو وضع سكك حديدية ثالثة داخل المسارات الموجودة في جاكوباتشي ووادي تشوبوت بحيث يمكن استخدامها بواسطة المركبات ذات المقاييس الضيقة. وضعت مسارات جديدة لتمديد خط وادي تشوبوت من تريليو إلى راوسون على الساحل ومن الغرب إلى لاس بلوماس. وبعد أن دمرت الفيضانات معظم خط السكة الحديدية في 1931-1932، بدأ العمل مرة أخرى في عام 1934 مع خطط جديدة، فجرى إنشاء جسر بطول 105 مترًا ونفق بطول 110 مترًا. عمل حوالي 1000 من العمال لإنجاز الخط في بيئة باتاغونيا القاسية، وقد استقر كثير منهم في المنطقة في وقت لاحق.
بدأت القطارات تعمل على الأجزاء المكتملة للخط في عام 1935. وفي عام 1941 وصل الخط إلى El Maitén ، حيث تم بناء مرافق الصيانة هناك. كان أول قطار إلى Esquel قد دخل المدينة في 25 مايو 1945. وبعد تأميم الرئيس خوان بيرون لشبكة السكك الحديدية في عام 1948، أصبحت Trochita جزءًا من السكك الحديدية العامة المسماة روكا.
حتى عام 1950 كان الخط يستخدم لخدمة الشحن فقط وليس لنقل الركاب. وكانت أول خدمة لنقل الركاب قد تم إطلاقها في عام 1950 وربطت Esquel ببوينس آيرس (وصولها إلى محطة كونستيتسيون)، وجرى تغيير القطارات في Jacobacci. شغل الركاب مقاعد خشبية فضفاضة حول مواقد يمكن استخدامها للطبخ الخفيف والتدفئة. كانت الانحناءات الخطية في سفوح جبال الأنديز والسرعة البطيئة للقطارات قد سمحت للركاب بالسير إلى جانب القطار في أقسام معينة على طول الرحلة التي كانت تستغرق 14 ساعة.
كانت الخدمة تستخدم بشكل كبير لأعمال الشحن خلال الستينيات والسبعينيات من القرن الماضي، مما ساهم في تطوير المنطقة، وخاصة بناء السد على نهر Futaleufú ونمو منطقة El Maitén بفضل عملية صيانة القاطرات.

### الانحدار
في عام 1961، تم إغلاق الخط في وادي تشوبوت السفلي بين بويرتو مادرين ولاس بلوماس، ولم يتم ربطه مطلقًا بخطوط Esquel أو Bariloche. في السبعينيات، أغلق الخطان المعزولان إلى الجنوب.
بدأت La Trochita أيضًا في الانحدار بسبب تحسن شبكة الطرق والشاحنات والحافلات التي صارت منافسةً لها، وأيضا بسبب صعوبات الحفاظ على خط سكة حديد بعيدًا عن عاصمة البلاد وصناعة السكك الحديدية العالمية. ومع ذلك، خلال الفترة نفسها، تم اكتشاف باتاغونيا من قبل السياح، وكان خط سكك حديد «لا تروشيتا» سببًا لتسليط الضوء على المكان. لفت كتاب سيروكس الانتباه إلى الشبكة على نطاق واسع وأعطى للسكك الحديدية اسمًا – The Old Patagonian Express – مما سلط الضوء على جاذبيتها التاريخية لكل من السكان المحليين والسائحين على حدٍ سواء. في عام 1991، تم تصوير خط السكة الحديد في حلقة من مسلسلات وورلد ستيم الكلاسيكية.
ولما لم يكن الخط مربحا من الناحية الاقتصادية، بالنظر إلى المجتمعات التي يخدمها، لم يكن المستثمرون من القطاع الخاص مهتمين بإجراء الاستثمار اللازم فيه. في عام 1992، في ظل الممارسات الاقتصادية الليبرالية للحكومة المركزية، قررت الحكومة إغلاق الخط. ومع ذلك كانت هناك صيحات وطنية بل وحتى دولية ضد قرار إغلاق الخط الذي أصبح رمزا لعصر مضى من تلك المنطقة. فاجتمعت الحكومتان الإقليميتان لإبقاء الخط مفتوحًا.

## لا تروشيتا حاليا

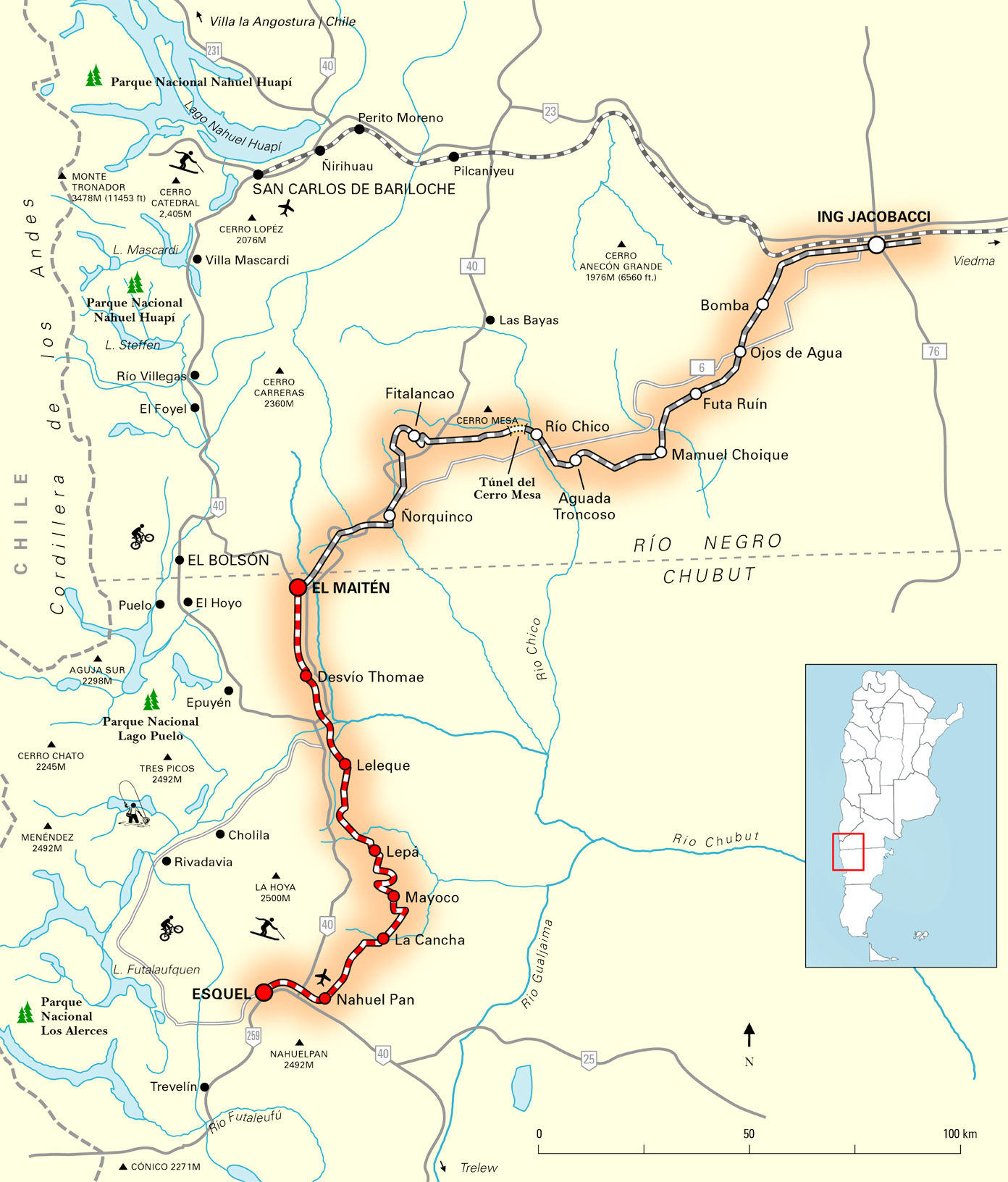
خريطة الطريق Old Patagonian Express

عمل على هذا الخط 22 من القاطرات البخارية، منها 11 من إنتاج شركة هينشل و11 من إنتاج شركة بالدوين، ويوجد سبعة منها قابلة للتشغيل في الوقت الحالي، وهما اثنين بالدوين وثلاثة هينشل في قسم Maitén – Esquel، واثنين بالدوين في قسم INGENIERO Jacobacci. وهذه القاطرات تعمل بالنفط وكانت مستمرة في الخدمة منذ البداية. لا توجد قاطرات تعمل بالديزل في أي مكان على ذلك الخط. يعود تاريخ إنتاج القاطرات الحالية إلى عام 1922، باستثناء عربة الطعام وبعض العربات من الدرجة الأولى التي تم إنشاؤها في عام 1955.
لم يعد القطار يمتد بين إسكويل وEl Maitén كما كان في الماضي؛ بدلاً من ذلك يتم تشغيل خدمتين سياحيتين خاصتين، الأولى بين Esquel ومستوطنة Nahuel Pan والثانية بين El Maitén وDesvío Thomae.
تستغرق الرحلة من إسكويل إلى El Maitén حوالي سبع ساعات. هناك خدمة سياحية منتظمة توفر رحلة عودة إلى المحطة الأولى والعودة تستغرق حوالي ساعة. اعتبارًا من عام 2010 تبلغ تكلفة تذاكر الخدمات السياحية 150 بيزو أرجنتيني ذهابًا وإيابًا وخصمًا يبلغ 80 بيزو للمقيمين في الأرجنتين.
تزداد صعوبة صيانة القاطرات الأصلية التي تعود إلى عام 1922، بسبب الافتقار إلى الأجزاء المطلوبة للصيانة وكذلك نقص الخبرات، إضافة إلى بُعدها عن مقر الصيانة في El Maitén. قد يتسبب هذا في تأخير متكرر أو إيقاف تشغيل الخدمة أحيانًا.
أعلنت حكومة الأرجنتين أن La Trochita أصبحت معلمًا تاريخيًا وطنيًا في عام 1999.
في عام 2003، تم إنشاء «جمعية أصدقاء La Trochita» من قبل أعضاء معظمهم من مناطق Esquel وEl Maitén وBariloche.
في مايو 2011، أسقطت الرياح العاتية السقف في عربة واحدة. وسقط السقف بين عربتين، مما أدى إلى خروج القطار عن مساره بالكامل وانحرافه. لم يصب أي شخص بجروح خطيرة وتم استرداد القاطرة والعربات جميعًا بحلول 1 يونيو 2011.

## معرض الصور

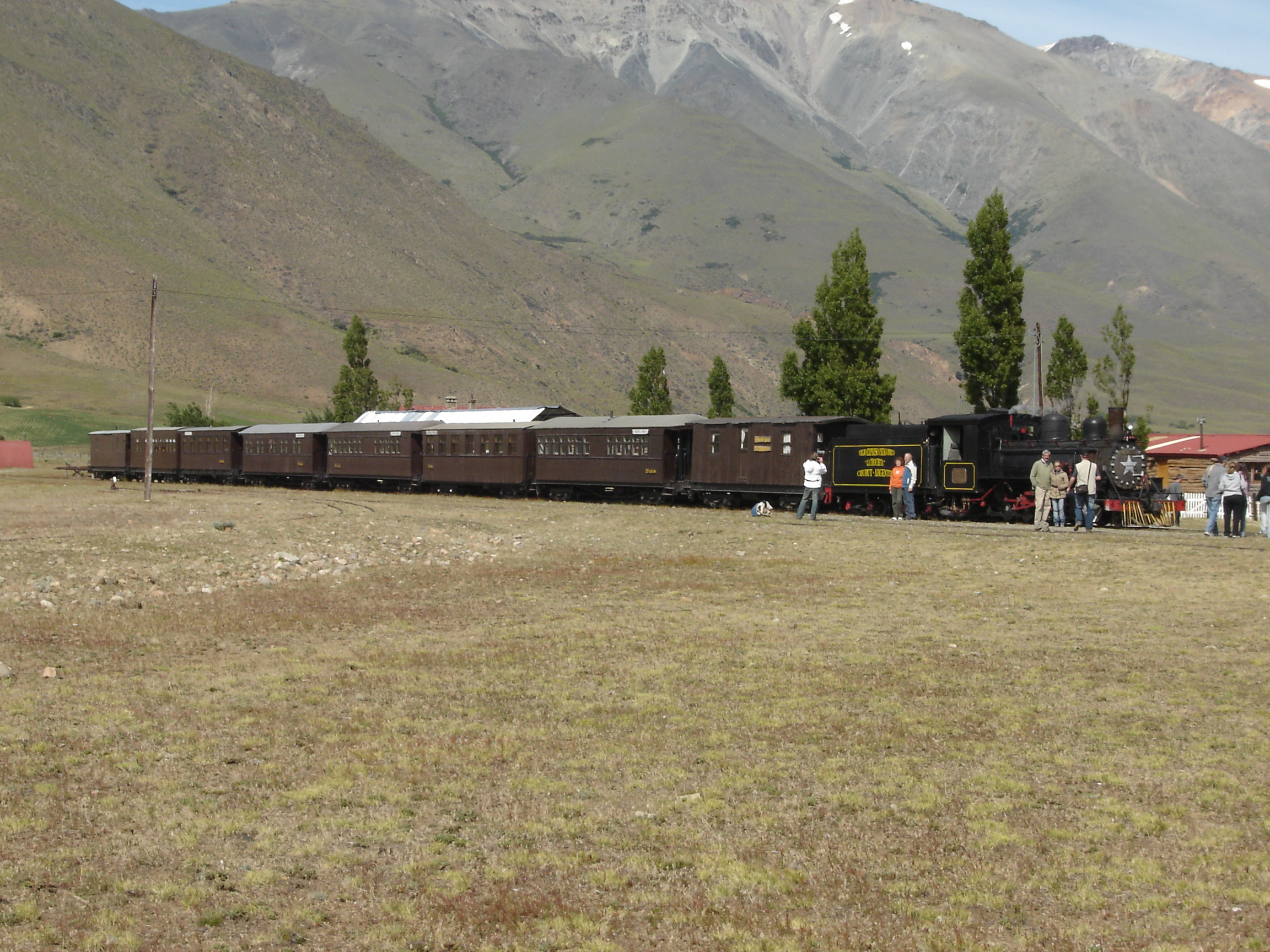
لا تروشيتا في غرب الأرجنتين
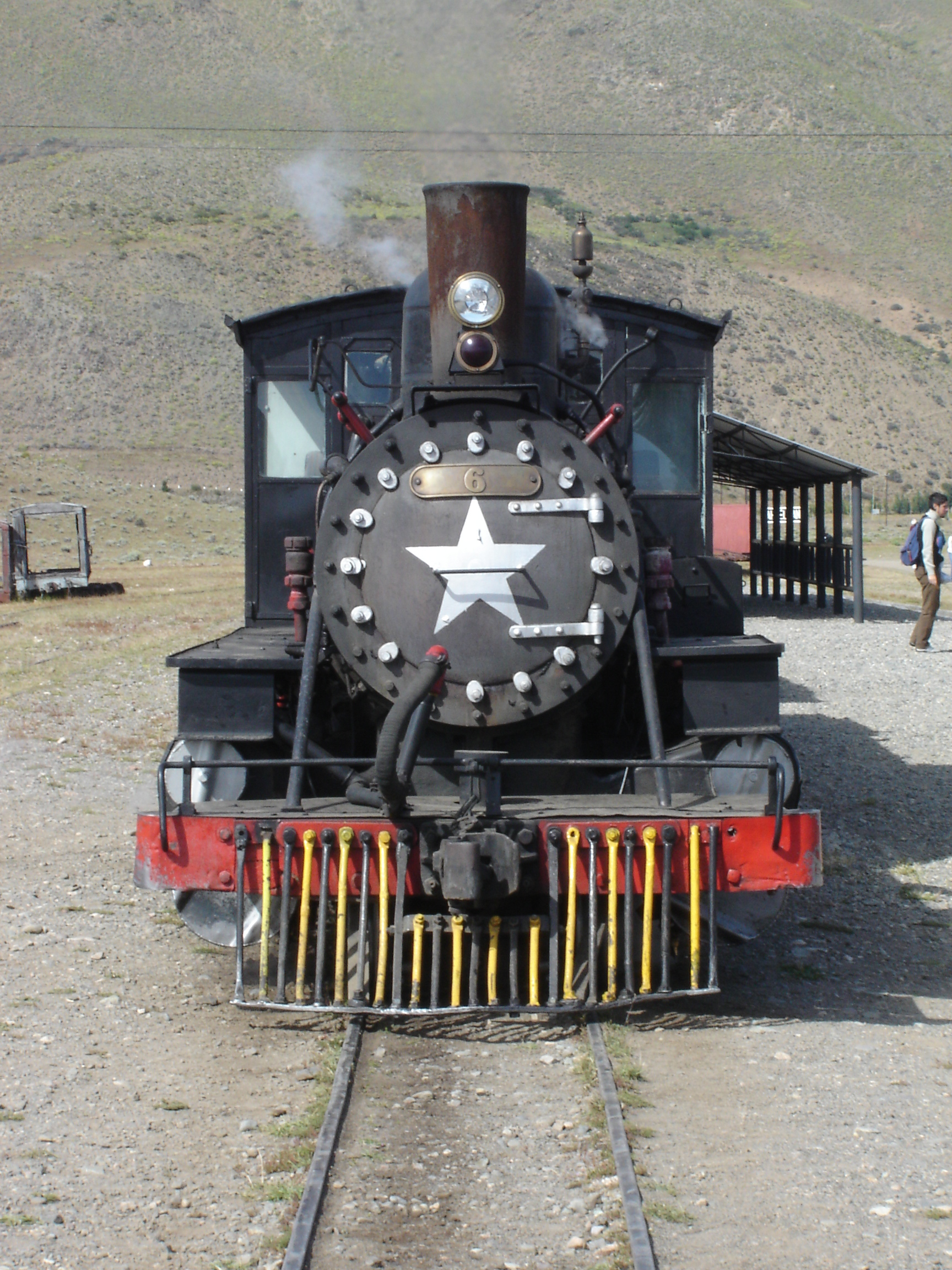
لا تروشيتا في ناهول بان، مقاطعة شوبوت
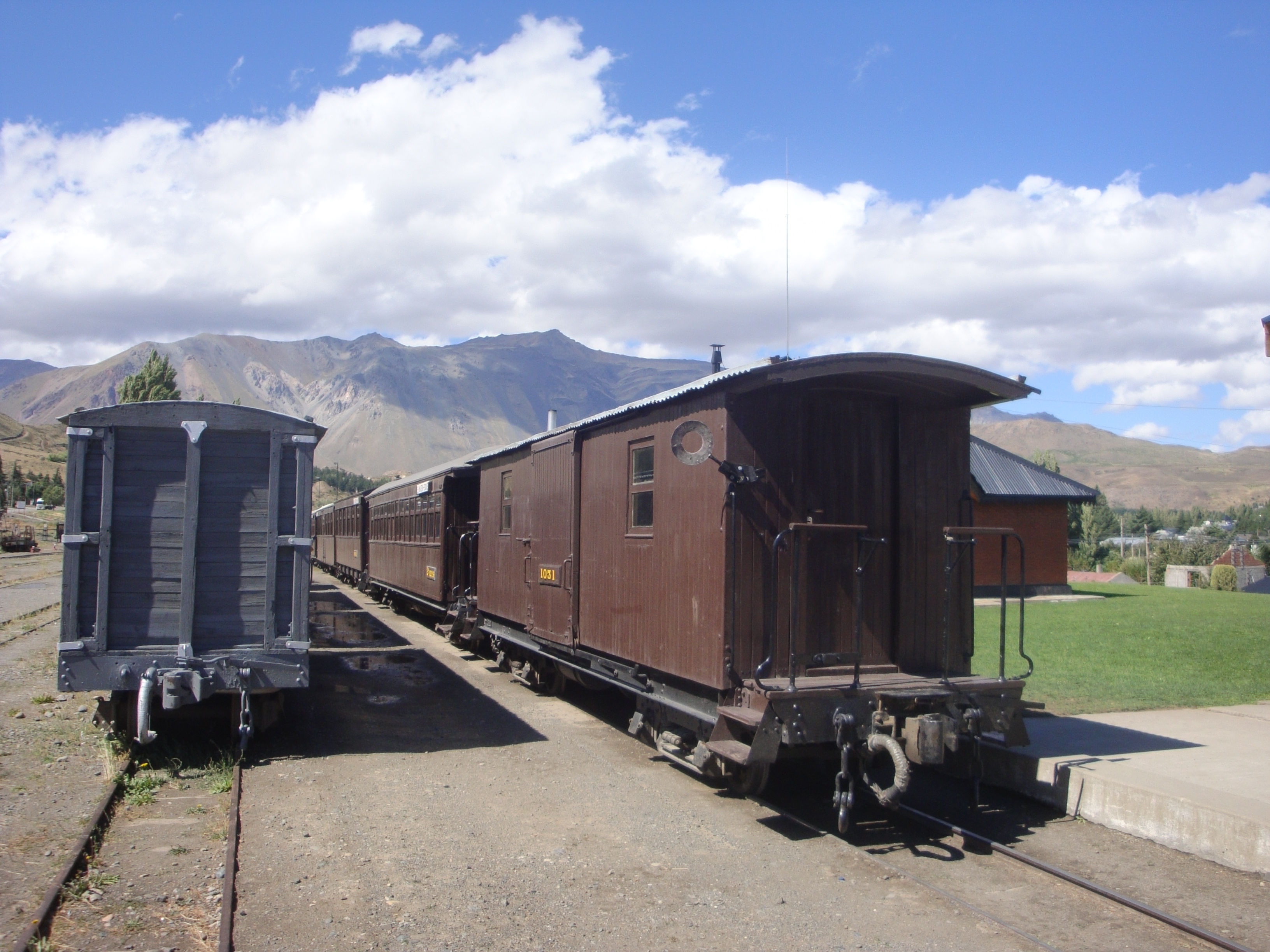
في محطة Esquel
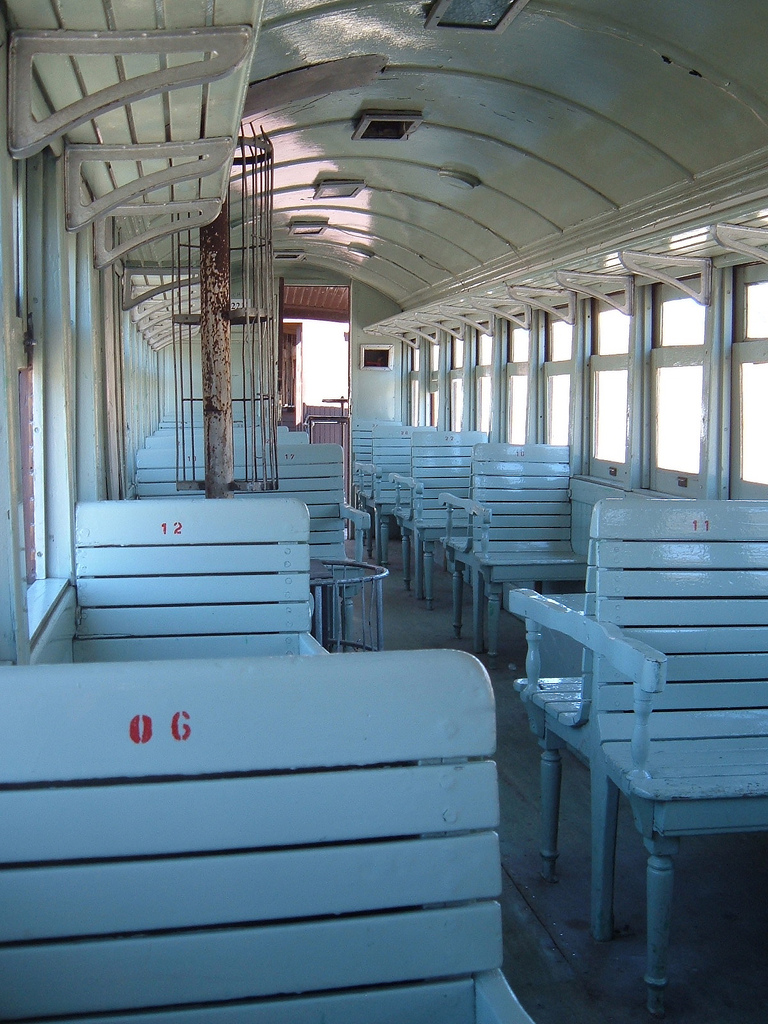
إحدى العربات الخشبية من الداخل
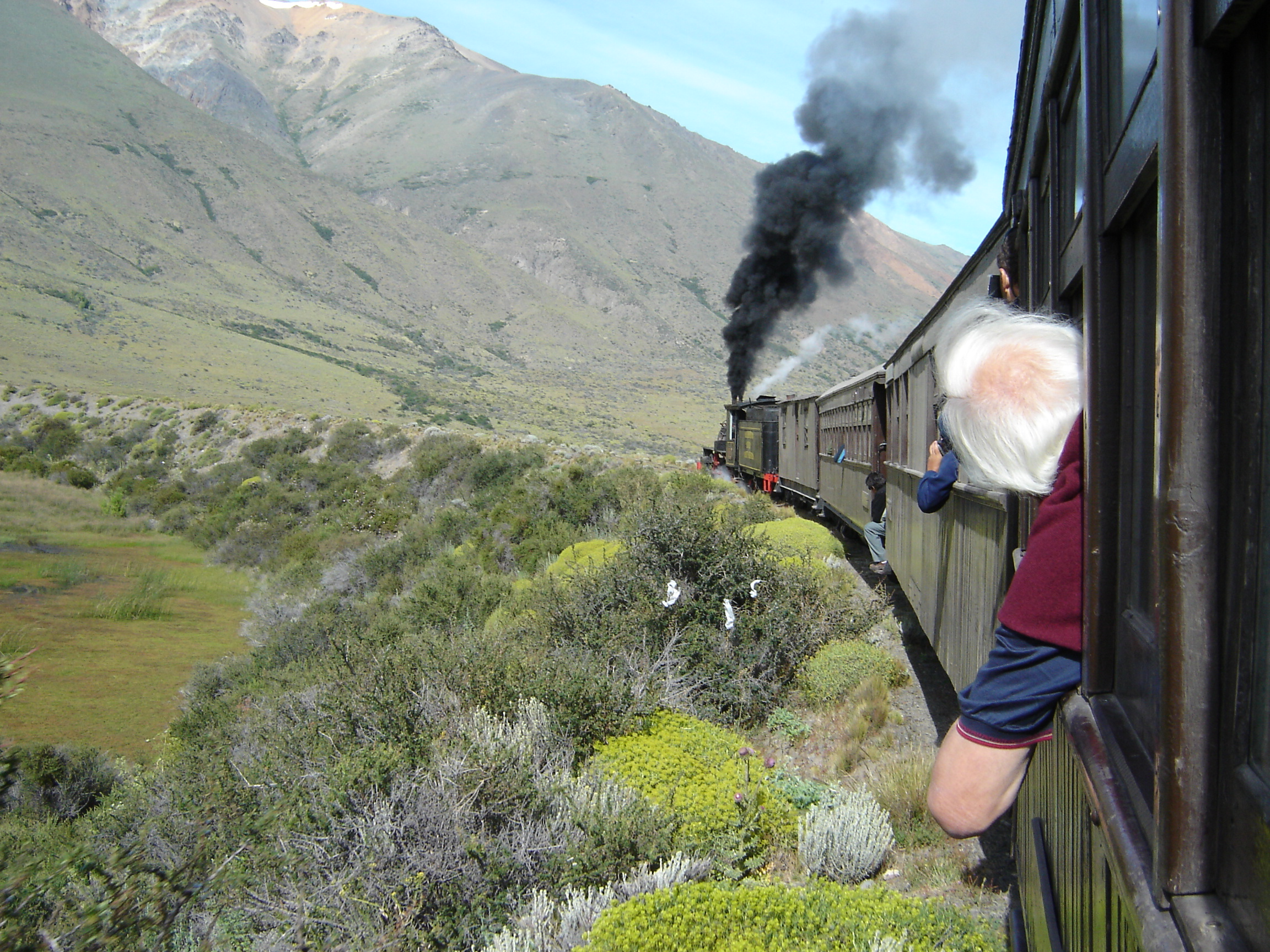
القطار في منحنى في ناهول بان
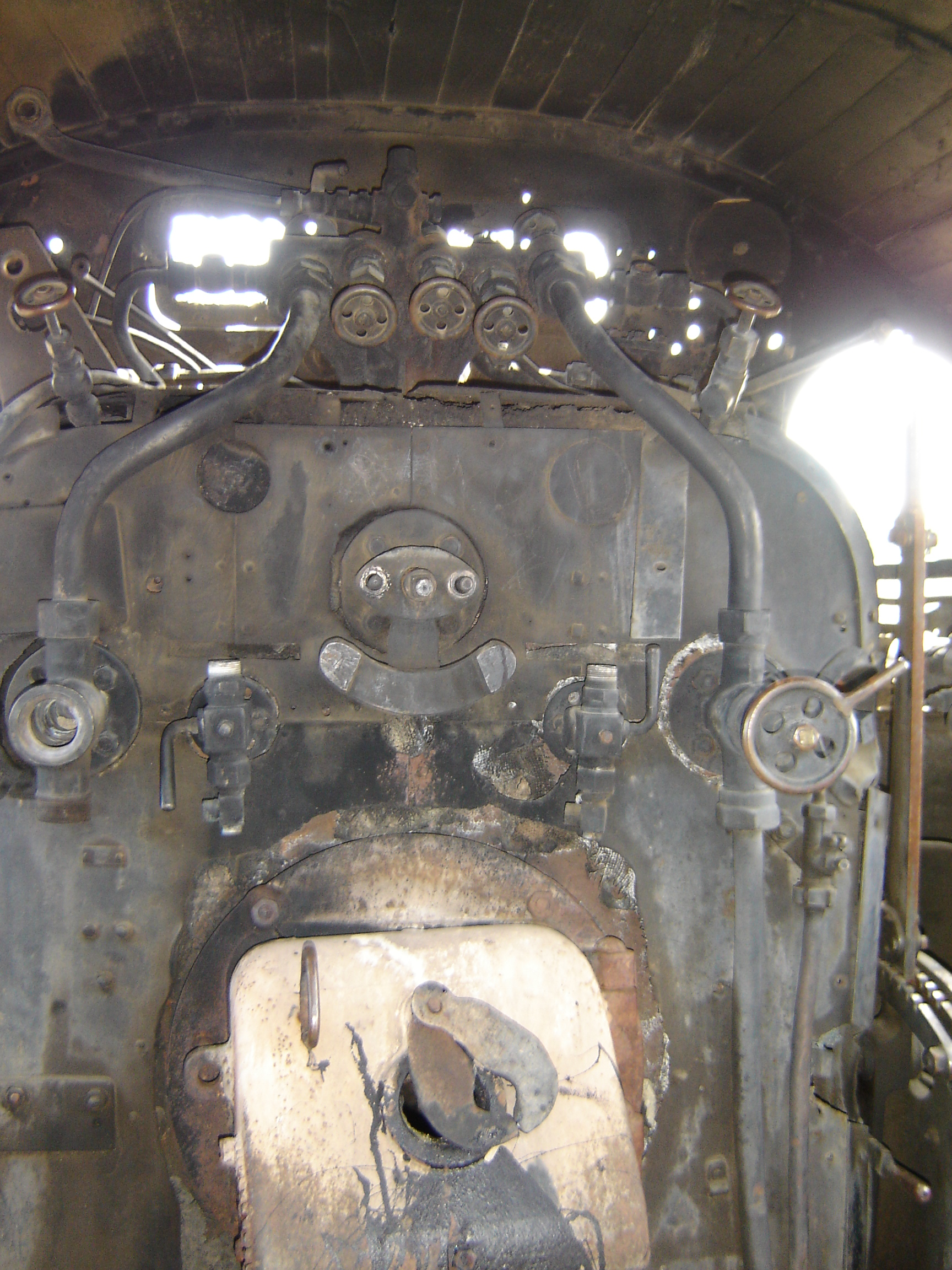
من داخل قاطرة هنشيل
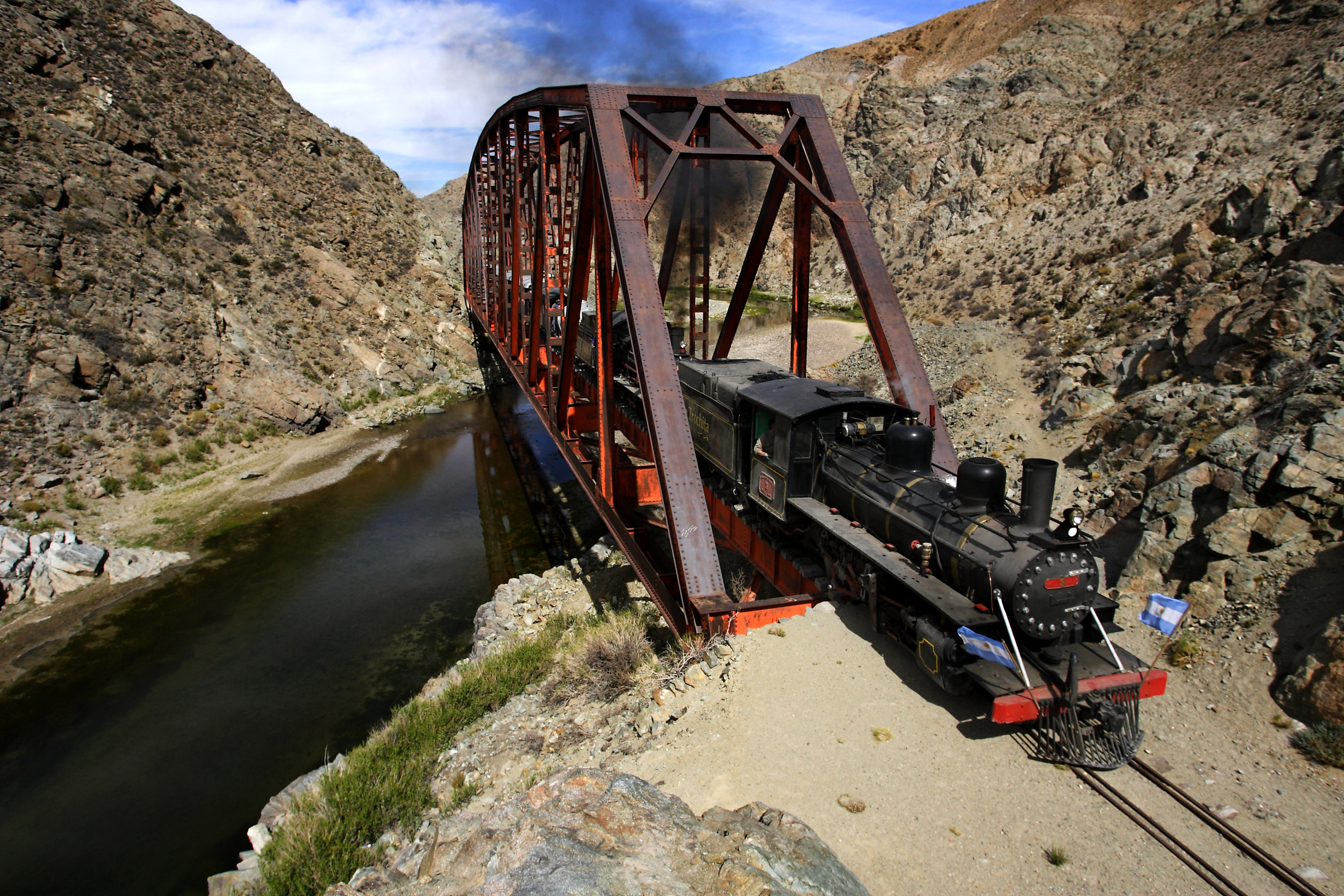
يعبر جسرًا في ريو تشيكو
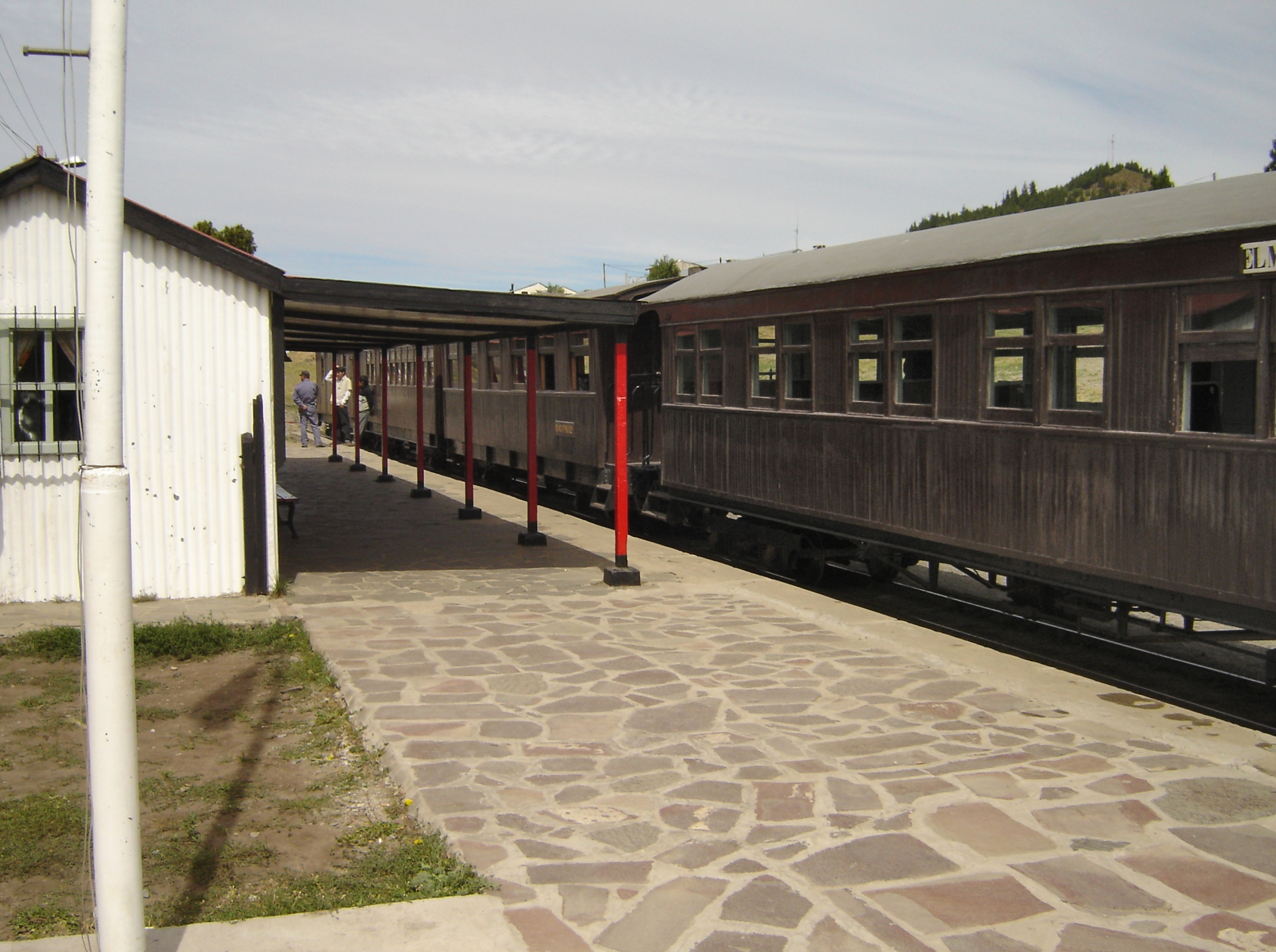
قطار في محطة Esquel
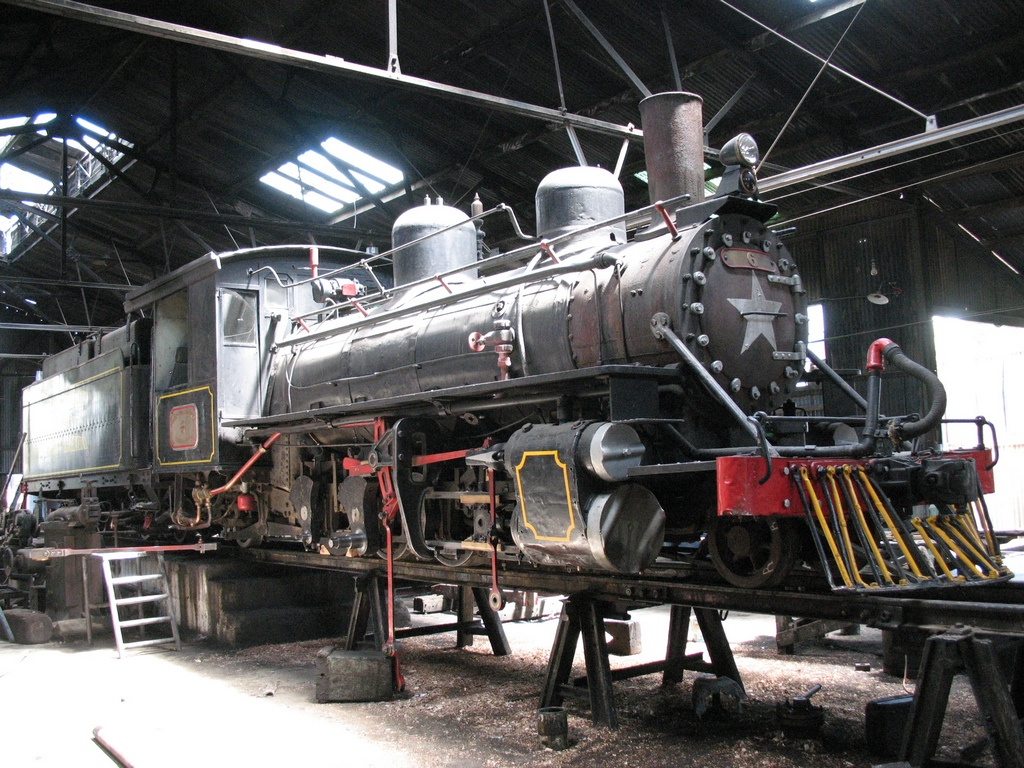
قاطرة في ورشة الصيانة
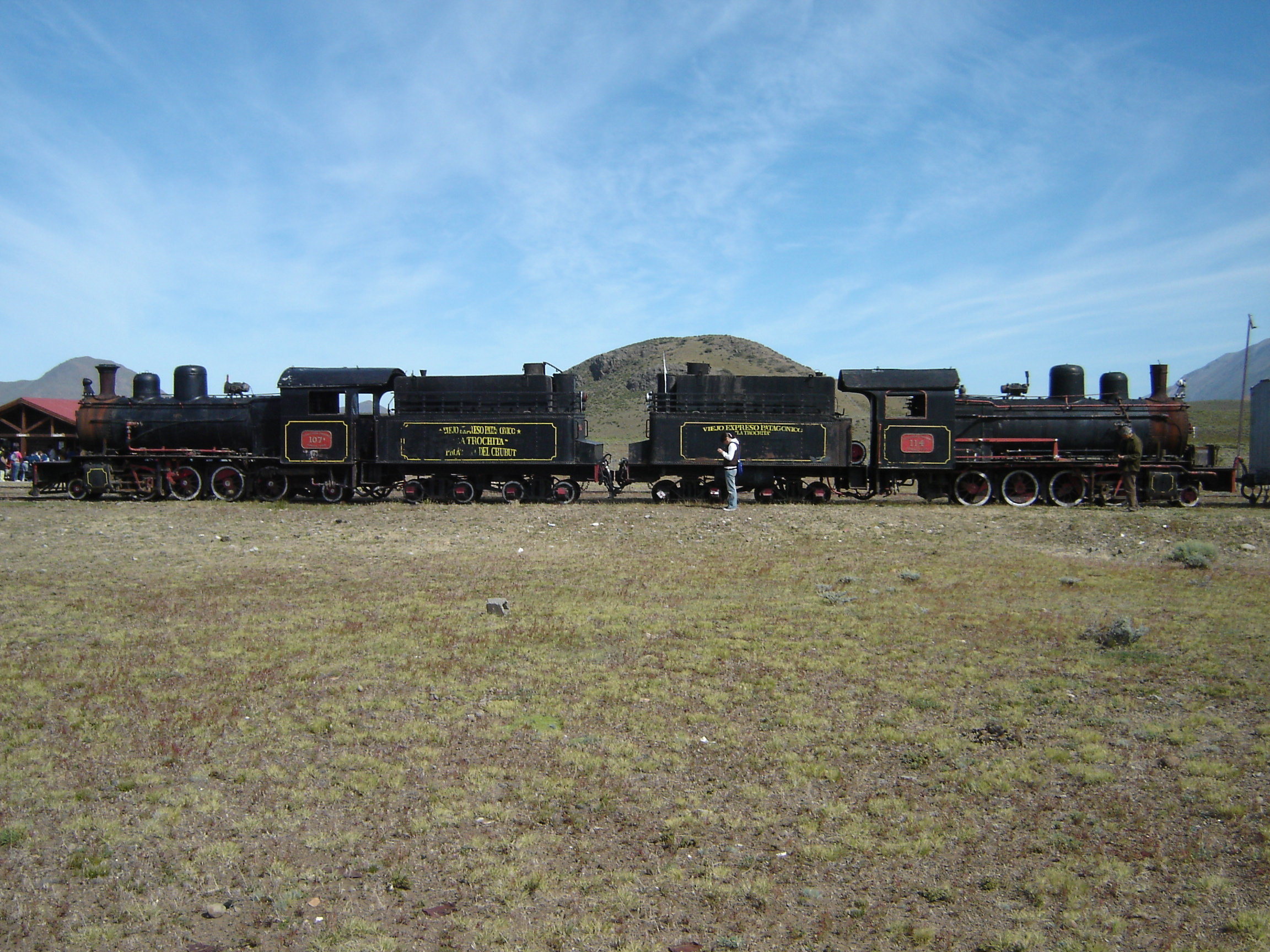
قاطرتان في ناهول بان
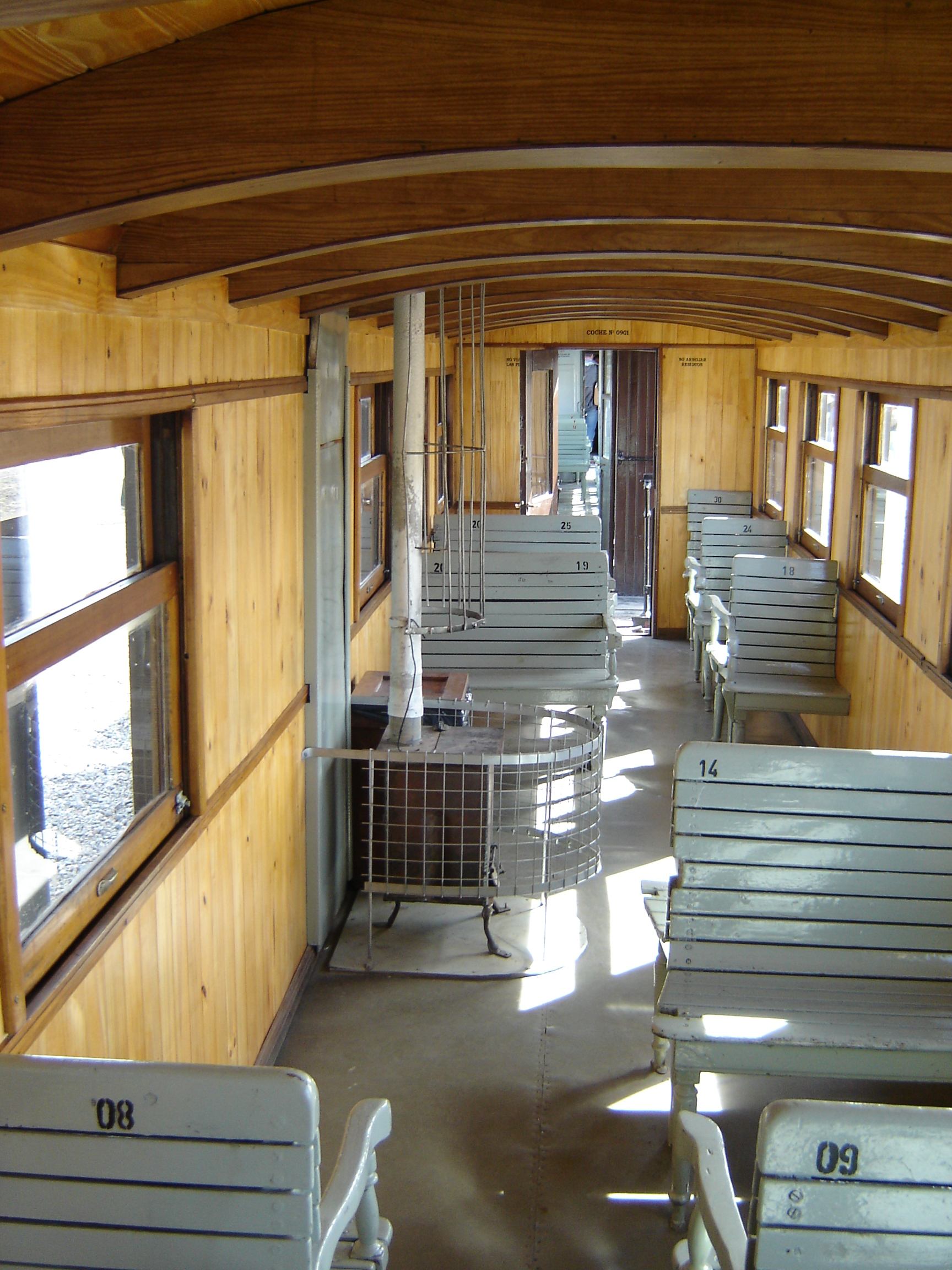
عربة قياسة من الداخل
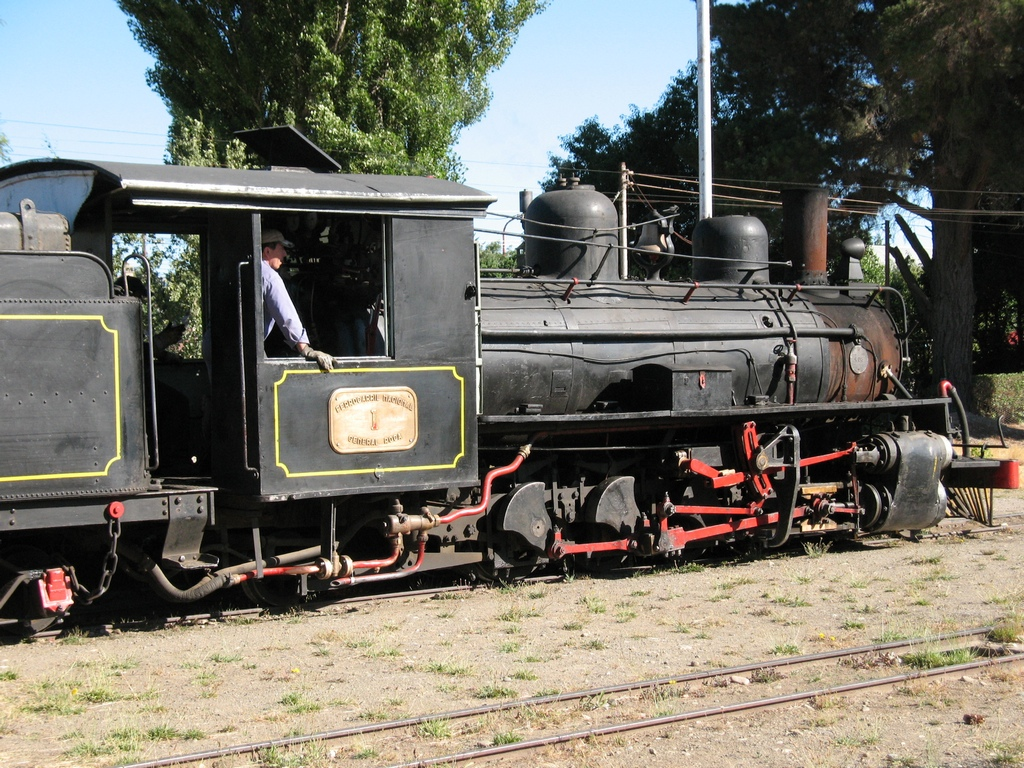
قاطرة في El Maitén

## روابط خارجية
- جدول زمني ومعدلات نسخة محفوظة 18 أكتوبر 2017 على موقع واي باك مشين.
- تقرير ركوب La Trochita من 2010
- باتاغونيا اكسبرس
- La Trochita: المحرك الصغير الذي لم يستطع
- السكك الحديدية في أقصى الجنوب | ابحث في الموقع
- لا تروشيتا - باتاغونيا إكسبريس